# Fentonia
Fentonia é um gênero de traça pertencente à família Arctiidae.